# NGC 71
NGC 71 — эллиптическая галактика в созвездии Андромеды. Является частью группы галактик NGC 68. Галактику открыл Р.Дж. Митчелл, ассистент Уильяма Парсонса, в 1855 году, затем в 1965 году её наблюдал Генрих д’Арре, описавший галактику как «чрезвычайно слабую, очень маленькую и округлую».
На основе данных о лучевой скорости, равной 6695 км/с, в предположении значения постоянной Хаббла H0 = 70 км/с/Мпк была получена оценка расстояния до NGC 71 — от 310 до 315 млн световых лет. Угловые размеры галактики составляют около 1,25' × 0,85', что при известном расстоянии даёт оценку размеров галактики от 110 до 115 тысяч световых лет в диаметре, что несколько больше диаметра Млечного Пути.

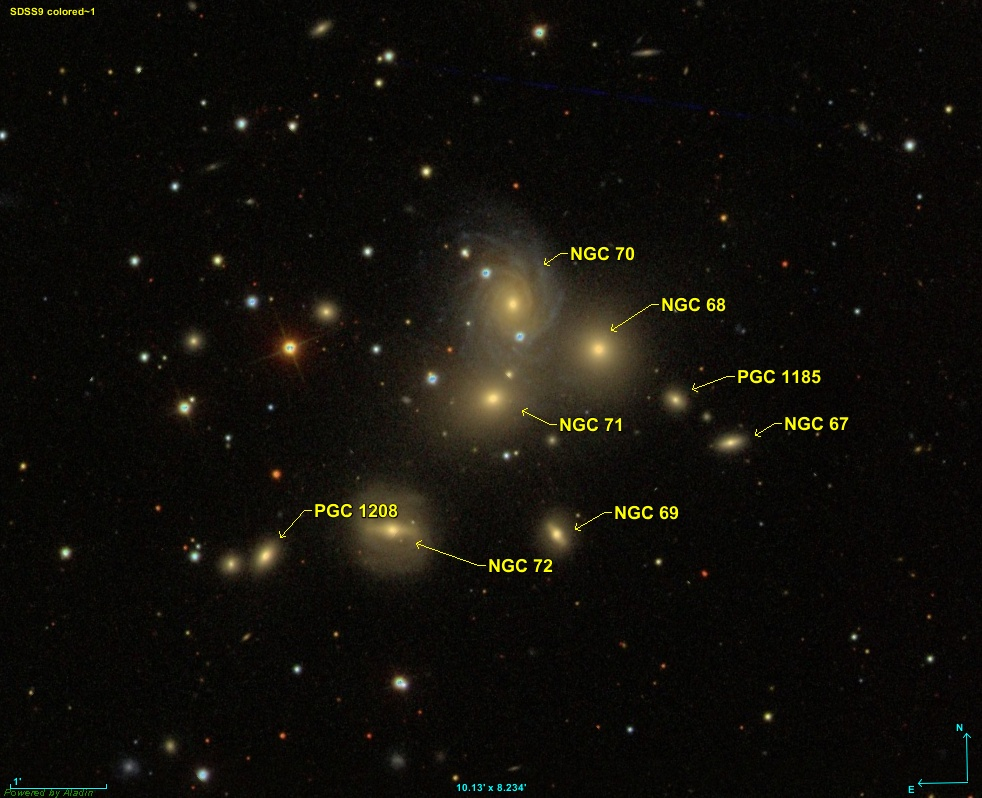
Галактика NGC 71 и соседние с ней.

NGC 71 принадлежит группе галактик NGC 68 и Arp 113, а в Атласе Арпа служит примером эллиптической галактики, вносящей возмущения в близкие к ней спиральные галактики. NGC 71 также считается сейфертовской галактикой (тип Sy 2). Это вторая по размеру галактика в группе NGC 68 после спиральной галактики NGC 70.
Наиболее удачным месяцем для наблюдения галактики является октябрь.